# حزب العدالة والتنمية (تركيا)
حزب العدالة والتنمية (بالتركية: Adalet ve Kalkınma Partisi)‏ هو حزب سياسي في تركيا يصف نفسه بأنه ديمقراطي محافظ. تشير مصادر الطرف الثالث أحيانًا إلى الحزب باعتباره محافظًا وطنيًا، ومحافظًا اجتماعيًا، ويتبنى العثمانية الجديدة. إنه أحد الحزبين الرئيسيين في تركيا المعاصرة إلى جانب حزب الشعب الجمهوري.
كان رجب طيب أردوغان رئيس حزب العدالة والتنمية منذ مؤتمر الحزب في عام 2017. حزب العدالة والتنمية هو أكبر حزب في البرلمان التركي، الهيئة التشريعية الوطنية التركية، بحصوله على 285 مقعد من أصل 600 مقعد، بعد حصوله على 42.6% من الأصوات في الانتخابات البرلمانية التركية لعام 2018. يشكِّل الحزب تحالف الجمهور مع حزب الحركة القومية. يُعدُّ عصمت يلماز الزعيم البرلماني الحالي لحزب العدالة والتنمية.
تأسَّس الحزب في عام 2001 من قبل أعضاء بعض الأحزاب مثل حزب الفضيلة، وحزب الوطن الأم، وحزب الطريق القويم، ويتمتَّع الحزب بقاعدة دعم قوية بين الناس من التقاليد المحافظة في تركيا، وذلك على الرغم من نفيه لإسلاميته بشدَّة. ثبَّت الحزب نفسه على أنَّه اقتصاد السوق المؤيد لليبرالية، ودعم عضوية تركيا في الاتحاد الأوروبي. اتَّخذ الحزب اللون البرتقالي لونًا رئيسيًا له. تشمل الألوان الأخرى اللون الأبيض للشعار، والأزرق للعلم، والبرتقالي والأبيض والأزرق والأحمر لتصميم الشركة.
حزب العدالة والتنمية هو الحزب الوحيد في تركيا الذي له وجود كبير في جميع محافظات تركيا. كان حزب العدالة والتنمية هو الحزب الوحيد الذي فاز بستَّة انتخابات برلمانية متتالية منذ بداية الديمقراطية التعددية في تركيا في عام 1946. يترأس حزب العدالة والتنمية الحكومة الوطنية منذ عام 2002 تحت قيادة عبد الله غل (2002-2003)، ورجب طيب أردوغان (2003-2014)، وأحمد داود أوغلو (2014-2016)، وبن علي يلدرم (2016-2018)، ورجب طيب أردوغان مرة أخرى (منذ عام 2018 حتى الوقت الحاضر).
كان الحزب مراقبًا في حزب الشعب الأوروبي بين عامي 2005 و2013. أصبح الحزب عضوًا في تحالف المحافظين والإصلاحيين في أوروبا؛ واستمرت عضويته منذ 2013 حتى 2018 بعد خيبة الأمل لعدم منحه العضوية الكاملة في حزب الشعب الأوروبي. يعدُّ حزب العدالة والتنمية سابع أكبر حزب سياسي في العالم من حيث العضوية منذ عام 2022؛ وهو أكبر حزب سياسي خارج الصين، أو الهند، أو باكستان، أو الولايات المتحدة.

## التاريخ
تم تشكيل الحزب من قبل النواب المنشقين من حزب الفضيلة الإسلامي الذي كان يرأسه نجم الدين أربكان والذي تم حله بقرار صدر من محكمة الدستور التركية في 22 يونيو 2001، وكانوا يمثلون جناح المجددين في حزب الفضيلة.

يطلق البعض على الحزب وسياساته لقب العثمانيين الجدد وهو ما أقره الحزب من خلال أحد قادته وزير الخارجية أحمد داود أوغلو حيث قال في 23 نوفمبر 2009 في لقاء مع نواب الحزب:«إن لدينا ميراثا آل إلينا من الدولة العثمانية. إنهم يقولون هم العثمانيون الجدد. نعم نحن العثمانيون الجدد. ونجد أنفسنا ملزمين بالاهتمام بالدول الواقعة في منطقتنا. نحن ننفتح على العالم كله، حتى في شمال أفريقيا. والدول العظمى تتابعنا بدهشة وتعجب. وخاصة فرنسا التي تفتش ورائنا لتعلم لماذا ننفتح على شمال أفريقيا. لقد أعطيت أوامري إلى الخارجية التركية بأن يجد ساركوزي كلما رفع رأسه في أفريقيا سفارة تركية وعليها العلم التركي، وأكدت على أن تكون سفاراتنا في أحسن المواقع داخل الدول الأفريقية.» أتى ذلك في اطار تخصيص أوغلو بالذكر لفرنسا وساركوزي لرفض الرئيس الفرنسي بشدة انضمام تركيا للاتحاد الأوروبي. 

ويتهم علمانيو تركيا الحزب بتطبيق ما سموه: «خطة سرية لأسلمة البلاد»، وتعيين مسئولين كبار في الدولة «أوفياء له متخرجين عموما من مدارس لتأهيل الأئمة».

وفي 30 يوليو 2008 حكمت المحكمة الدستورية في تركيا برفضها بأغلبية ضئيلة دعوي بإغلاق حزب العدالة والتنمية بتهمة «انه يقود البلاد بعيدا عن نظامها العلماني نحو أسلمة المجتمع»، إلا أن المحكمة رغم قرارها وجهت رسالة تحذير إلى الحزب وذلك بفرض عقوبات مالية كبيرة عليه عبر حرمانه من نصف ما يحصل عليه من تمويل من الخزانة العامة التركية، ليصرح رئيس الحزب ورئيس الوزراء رجب طيب أردوغان «أن حزبه الحاكم سيواصل السير على طريق حماية القيم الجمهورية ومن بينها العلمانية». 

في 12 يونيو 2011 فاز الحزب بالانتخابات التشريعية وذلك بعد حصوله على 59.4% من الأصوات، متقدماً على حزب الشعب الجمهوري وحزب الحركة القومية، وحصل الحزب على 327 مقعداً من أصل 550 مقعد في البرلمان، إلا أن ذلك لم يخوّله بتنفيذ مراده في تعديل الدستور دون الرجوع للمعارضة، الأمر الذي يتطلب ثلثي مقاعد البرلمان أي 367 مقعد. 

في انتخابات 7 يونيو 2015، فاز الحزب بأغلبية غير ساحقة في مقاعد الجمعية الوطنية الكبرى حيث تحصل على 258 مقعد من جملة 550، وتحصل على 40.87% من الأصوات، وكان يجب عليه تكوين حكومة تحالفات مع أحزاب أخرى، ولكن لم يحصل اتفاق وبقيت حكومة أحمد داوود أوغلو الثانية حكومة مؤقتة حتى انتخابات نوفمبر المبكرة.

في انتخابات 1 نوفمبر 2015، فاز الحزب بأغلبية ساحقة في مقاعد الجمعية الوطنية الكبرى حيث تحصل على 317 مقعد من جملة 550، وتحصل على 49.5% من الأصوات، ولديه القدرة لتكوين حكومة وحده.

## الأيديولوجيا والسياسات
وُصِف الحزب في بعض وسائل الإعلام بأنه حزب إسلامي، ورفض مسؤولو الحزب هذه المزاعم. قال الوزير السابق حسين تشيليك: «تصف الصحافة الغربية إدارة حزب العدالة والتنمية، الحزب الحاكم للجمهورية التركية، في معظم الأوقات وبشكل مؤسف بأنها إسلامية، أو إسلامية معتدلة، أو ذات توجه إسلامي، أو قائمة على الإسلامية أو ذات أجندة إسلامية ومصطلحات أخرى مشابهة، ولكن هذه التوصيفات لا تعكس الحقيقة ولكنها تحزننا». أضاف تشيليك: «إن حزب العدالة والتنمية هو حزب ديمقراطي محافظ، ويقتصر على القضايا الأخلاقية والاجتماعية». صرح رئيس الوزراء رجب طيب أردوغان في خطاب منفصل ألقاه في عام 2005: «لسنا حزبًا إسلاميًا، ونرفض أيضًا تسميات مثل المسلمين الديمقراطيين». تابع أردوغان القول إن أجندة حزب العدالة والتنمية تقتصر على «الديمقراطية المحافظة».
ذكر مراقب واحد على الأقل (مصطفى أكيول)، في ظل حكومة حزب العدالة والتنمية برئاسة رجب طيب أردوغان، سجن «مئات الضباط العلمانيين وحلفائهم المدنيين» منذ عام 2007، واستُبدِل «الحرس العلماني القديم» في مناصب السلطة بحلول عام 2012 بأعضاء/أنصار حزب العدالة والتنمية وحركة غولن الإسلامية. قال رئيس البرلمان التركي إسماعيل كهرمان أمام مؤتمر لعلماء وكتاب الإسلام في اسطنبول في 25 أبريل عام 2016 إن «العلمانية لن يكون لها مكان في الدستور الجديد»، وذلك لأن تركيا «دولة مسلمة ويتوجب أن يكون لدينا دستور ديني». (من واجبات رئيس البرلمان كتابة مشروع دستور جديد لتركيا).
تحولت أيديولوجية الحزب أكثر نحو القومية التركية في السنوات الأخيرة؛ مما تسبب في مغادرة الليبراليين مثل علي باباجان وبعض المحافظين مثل أحمد داود أوغلو وعبد الله غل. وصف العديد من الكتاب الحزب بأنه شعبوي يميني منذ عام 2007.
وُصِفت السياسة الخارجية للحزب على نطاق واسع بأنها عثمانية جديدة، وهي أيديولوجية تروج للمشاركة السياسية التركية المتجددة في الأراضي السابقة للدولة التي سبقتها، أي الإمبراطورية العثمانية. رفضت قيادة الحزب هذه التسمية أيضًا. أثارت علاقة الحزب بجماعة الإخوان المسلمين مزاعم عن الإسلاموية.
يفضل حزب العدالة والتنمية قيادة مركزية قوية، بعد أن دافع منذ فترة طويلة عن نظام حكم رئاسي، وقلل بشكل كبير من عدد المناصب الحكومية المحلية المنتخبة في عام 2013. كان الحزب مراقبًا في حزب الشعب الأوروبي اليميني الوسطي بين عامي 2005 و2013؛ وعضوًا في التحالف الشكوكي الأوروبي للمحافظين والإصلاحيين في أوروبا منذ 2013 حتى 2018.

### الانتماء الأوروبي
حصل الحزب على عضوية مراقب في حزب الشعب الأوروبي في عام 2005.
غادر الحزب حزب الشعب الأوروبي في نوفمبر عام 2013 لينضم إلى تحالف المحافظين والإصلاحيين الأوروبيين بدلًا من ذلك. تُعزى هذه الخطوة إلى خيبة أمل حزب العدالة والتنمية لعدم منحه العضوية الكاملة في حزب الشعب الأوروبي، ولكن قبوله كعضو كامل في تحالف المحافظين والإصلاحيين في أوروبا. وجه الحزب انتقادات في كل من الخطاب الوطني والأوروبي، فقررت القوة الدافعة لتطلعات تركيا إلى أن تصبح عضوًا في الاتحاد الأوروبي الانضمام إلى تحالف متشكك في أوروبا إلى حد كبير، والتخلي عن حزب الشعب الأوروبي الأكثر نفوذًا المؤيد لأوروبا؛ مما أدى إلى تغذية الشكوك حول رغبة حزب العدالة والتنمية في الانضمام إلى اتحاد الأوروبي مخفف وليس مندمجًا بشكل وثيق. انسحب حزب العدالة والتنمية من تحالف المحافظين والإصلاحيين في أوروبا في عام 2018.

### التشريعات والمواقف
أقر الحزب منذ 2002 حتى 2011 سلسلة من الإصلاحات لزيادة إمكانية الوصول إلى الرعاية الصحية والإسكان، وتوزيع الإعانات الغذائية، وزيادة التمويل للطلاب، وتحسين البنية التحتية في الأحياء الفقيرة، وتحسين حقوق الأقليات الدينية والعرقية. اعتُمِد حزب العدالة والتنمية أيضًا على نطاق واسع للتغلب على الأزمة الاقتصادية لعام 2001 في تركيا من خلال اتباع إرشادات صندوق النقد الدولي، وذلك بالإضافة إلى النجاح في تجاوز الأزمة المالية لعام 2008. نما الاقتصاد التركي في المتوسط بنسبة 7.5% سنويًا منذ 2002 حتى 2011، وذلك بفضل انخفاض التضخم وأسعار الفائدة. دعمت الحكومة تحت حكم حزب العدالة والتنمية برامج الخصخصة المكثفة. ارتفع متوسط الدخل في تركيا من 2800 دولار أمريكي في عام 2001 إلى حوالي 10000 دولار أمريكي في عام 2011، وهو أعلى من الدخل في بعض الدول الأعضاء الجديدة في الاتحاد الأوروبي.
شملت الإصلاحات الأخرى زيادة التمثيل المدني على الجيش في مجالات الأمن القومي والتعليم والإعلام، والسماح بالبث وزيادة الحقوق الثقافية للأكراد. دعم حزب العدالة والتنمية توحيد قبرص، وهو أمر عارضه الجيش التركي بشدة. شملت إصلاحات حزب العدالة والتنمية الأخرى رفع الحظر على اللباس الديني والمحافظ، مثل الحجاب، في الجامعات والمؤسسات العامة، وأنهى التمييز ضد الطلاب من المدارس الثانوية الدينية، الذين كان عليهم سابقًا تلبية معايير إضافية في مجالات التعليم وعند الالتحاق بالجامعات. اعتُمِد الحزب أيضًا لإخضاع الجيش التركي للحكم المدني، وهو تحول نموذجي لبلد شهد تدخلًا عسكريًا مستمرًا لمدة حوالي قرن من الزمان.
اندلعت الاحتجاجات على مستوى البلاد في الآونة الأخيرة ضد الاستبداد المزعوم لحزب العدالة والتنمية في عام 2013؛ فتلقى رد فعل الحزب المتشدد إدانة غربية وعرقلة مفاوضات الانضمام إلى الاتحاد الأوروبي التي دافع عنها الحزب ذات مرة. يتهم البعض الحزب بتقييد بعض الحريات المدنية واستخدام الإنترنت في تركيا، بعد حظره مؤقتًا الوصول إلى منصة تويتر ويوتيوب في مارس عام 2014، وذلك بالإضافة إلى محاولاته المزعومة للترويج للإسلاموية. ازداد اتهام الحزب برأسمالية المحاسيب خاصة بعد فضيحة الفساد الحكومية التي تورط فيها عدد من وزراء الحزب في عام 2013. يفضل حزب العدالة والتنمية قيادة مركزية قوية، وذلك بعد أن دافع لمدة طويلة عن نظام حكم رئاسي، وقلل بشكل كبير من عدد المناصب الحكومية المحلية المنتخبة في عام 2013.

## الأداء الانتخابي

### التشريعة
| تاريخ الانتخابات       | عدد الأصوات            | نسبة الأصوات           | عدد المقاعد            | النتيجة                |
| الجمعية الوطنية الكبرى | الجمعية الوطنية الكبرى | الجمعية الوطنية الكبرى | الجمعية الوطنية الكبرى | الجمعية الوطنية الكبرى |
| ---------------------- | ---------------------- | ---------------------- | ---------------------- | ---------------------- |
| 2002                   | 229 808 10             | 34.28%                 | 363 / 550              | في الحكم               |
| 2007                   | 291 327 16             | 46.58%                 | 341 / 550              | في الحكم               |
| 2011                   | 082 399 21             | 49.83%                 | 327 / 550              | في الحكم               |
| يونيو 2015             | 864 864 18             | 40.87%                 | 258 / 550              | في الحكم               |
| نوفمبر 2015            | 933 669 23             | 49.48%                 | 317 / 550              | في الحكم               |

### الرئاسية
| تاريخ الانتخابات   | المرشح             | عدد الأصوات        | نسبة الأصوات       | النتيجة            |
| رئيس جمهورية تركيا | رئيس جمهورية تركيا | رئيس جمهورية تركيا | رئيس جمهورية تركيا | رئيس جمهورية تركيا |
| ------------------ | ------------------ | ------------------ | ------------------ | ------------------ |
| 2007 (غير مباشرة)  | عبد الله غل        | 339 (نائب)         | 80.1%              | فاز بالرئاسة       |
| 2014 (مباشرة)      | رجب طيب أردوغان    | 143 000 21         | 51.79%             | فاز بالرئاسة       |

### البلدية
| تاريخ الانتخابات | عدد الأصوات   | نسبة الأصوات  | عدد المقاعد   | النتيجة          |
| محافظات تركيا    | محافظات تركيا | محافظات تركيا | محافظات تركيا | محافظات تركيا    |
| ---------------- | ------------- | ------------- | ------------- | ---------------- |
| 2004             | 287 477 13    | 41.67%        | 58 / 81       | أغلبية المحافظات |
| 2009             | 553 353 15    | 38.39%        | 45 / 81       | أغلبية المحافظات |
| 2011             | 976 802 17    | 42.87%        | 48 / 81       | أغلبية المحافظات |

### استفتاءات
| تاريخ الاستفتاء | نعم        | النسبة | لا         | النسبة | موقف الحزب   |
| --------------- | ---------- | ------ | ---------- | ------ | ------------ |
| 2007            | 714 422 19 | 68.95% | 947 744 8  | 31.05% | التصويت بنعم |
| 2014            | 180 789 21 | 57.88% | 113 854 15 | 42.12% | التصويت بنعم |

## قادة الحزب
- عبد الله غل (2002-2003)
- رجب طيب أردوغان (2003-2014)
- أحمد داود أوغلو (2014-2016)
- بن علي يلدرم (2016-2018)
- رجب طيب أردوغان للمرة الثانية (2018-الآن)

## وصلات خارجية
- الصفحة الرسمية باللغة العربية على تويتر.
- الصفحة الرسمية باللغة العربية  على فيسبوك.
- الصفحة الرسمية باللغة العربية على إنستغرام
- شبح أتاتورك: 7 أعوام من حكم حزب العدالة والتنمية الإسلامي، سونر كاجابتاي (المجلة)،(جيل)
- العثمانيون الجدد، برنامج تحت المجهر، قناة الجزيرة، 26 يوليو 2007 - فيديو على يوتيوب
- «المتدينون» بتركيا.. «زنوج» الأمس.. حكام اليوم، أخبار العالم التركية، 3 ديسمبر 2009
- تقرير قناة الجزيرة عن حزب العدالة ومواجهة للعلمانية في الدولة، 5 فبرير 2010
- حدود الانتصار الإصلاحي، جزء16، برنامج الإسلاميون، قناة الجزيرة، 19 فبرير 2010 - فيديو على يوتيوب
- فوز ساحق لحزب العدالة والتنمية في الانتخابات التركية، بي بي سي العربية، 4 نوفمبر 2002
- تركيا.. حزب العدالة والتنمية أمام منعطف خطير نشرة الدين والسياسة - العدد الأول
- اعتقال عسكريين بينهم جنرال بتركيا